# Comuna de Oksa
Oksa (polaco: Gmina Oksa) é uma gminy (comuna) na Polónia, na voivodia de Santa Cruz e no condado de Jędrzejowski. A sede do condado é a cidade de Oksa.
De acordo com os censos de 2004, a comuna tem 4950 habitantes, com uma densidade 54,8 hab/km².

## Área
Estende-se por uma área de 90,26 km², incluindo:
- área agricola: 73%
- área florestal: 19%

## Demografia
Dados de 30 de Junho 2004:
|                      | Total   | Total | Mulheres | Mulheres | Homens  | Homens |
| -------------------- | ------- | ----- | -------- | -------- | ------- | ------ |
|                      | pessoas | %     | pessoas  | %        | pessoas | %      |
| População            | 4950    | 100   | 2472     | 49,9     | 2478    | 50,1   |
| Densidade (pop./km²) | 54,8    | 100   | 27,4     | 27,4     | 27,5    | 27,5   |

De acordo com dados de 2005, o rendimento médio per capita ascendia a 1511,38 zł.

## Comunas vizinhas
- Jędrzejów, Małogoszcz, Nagłowice, Radków, Włoszczowa